# Cousin (Seychelles)
Pour les articles homonymes, voir Cousin.
L'île Cousin est un îlot granitique de 27 hectares de l'archipel des Seychelles.
Propriété privée jusqu'en 1968, elle abritait une plantation de cocotiers ; elle fut rachetée à son propriétaire par le Conseil National pour la Protection des oiseaux. C'est maintenant une réserve naturelle.
Plusieurs espèces d'oiseaux y nichent à l'abri des prédateurs, dont trois espèces rares :
- la fauvette des Seychelles (Acrocephalus sechellensis)
- le foudi des Seychelles ou tok-tok (Foudia sechellarum)
- la tourterelle des Seychelles (Streptolia picturata rostrata)

Les seuls mammifères existants sont le lièvre (Lepus nigricolis), introduit de l’Inde en 1920 et une chauve-souris (Pteropus seychellensis).
L'île Cousin est également l'un des rares sites de ponte de la tortue imbriquée. L'effectif de cette espèce y est en augmentation.

## Réserve spéciale
La réserve spéciale que constitue l'île a été reconnue zone importante pour la conservation des oiseaux.